# せきてらす前駅
せきてらす前駅（せきてらすまええき）は、岐阜県関市平和通にある、長良川鉄道越美南線の駅である。駅番号は6。

## 歴史
- 1986年（昭和61年）12月11日：国鉄越美南線の長良川鉄道への転換時に刃物会館前駅（はものかいかんまええき）として新設[1]。請願駅[4]。
- 2022年（令和4年）3月12日：せきてらす前駅に改称[2][3]。

## 駅構造
単式ホーム1面1線を有する地上駅。
無人駅。ホーム中央にはベンチが設置されている。ホームには関口駅側と関駅側双方の出入口から出入り可能。

## 利用状況
| 年度               | 1日平均乗車人員 |
| ------------------ | --------------- |
| 2011年（平成23年） | 56              |
| 2012年（平成24年） | 43              |
| 2013年（平成25年） | 31              |
| 2014年（平成26年） | 42              |
| 2015年（平成27年） | 46              |

## 駅周辺
市街地内にあり、当駅の南東方向に映画館を併設した大型商業施設もある。やや離れてはいるが、関駅との距離よりは短い。駅出入口は、国道418号と長良川鉄道線の踏切から側道を北の方角（北濃寄り）へ進んだ先にある。
- せきてらす
- 岐阜関刃物会館（せきてらす内）
- 関郵便局
- 関鍛冶伝承館
- 濃州関所茶屋
- フェザーミュージアム（フェザー安全剃刀関工場内）
- 学校法人関幼稚園
- 安桜保育園
- 保健センター
- 関市勤労会館
- アピセ・関
- 国道418号
- 国道248号

## 隣の駅
長良川鉄道
■越美南線
関口駅（5） - せきてらす前駅（6） - 関駅（7）